# Aralia devendrae
Aralia devendrae är en araliaväxtart som beskrevs av Pusalkar. Aralia devendrae ingår i släktet Aralia och familjen Araliaceae. Inga underarter finns listade.